# Jason Giambi
Jason Gilbert Giambi (* 8. Januar 1971 in West Covina, Kalifornien) ist ein US-amerikanischer, ehemaliger Baseballspieler. Er gab sein MLB-Debüt für die Oakland Athletics am 8. Mai 1995.

## Biografie

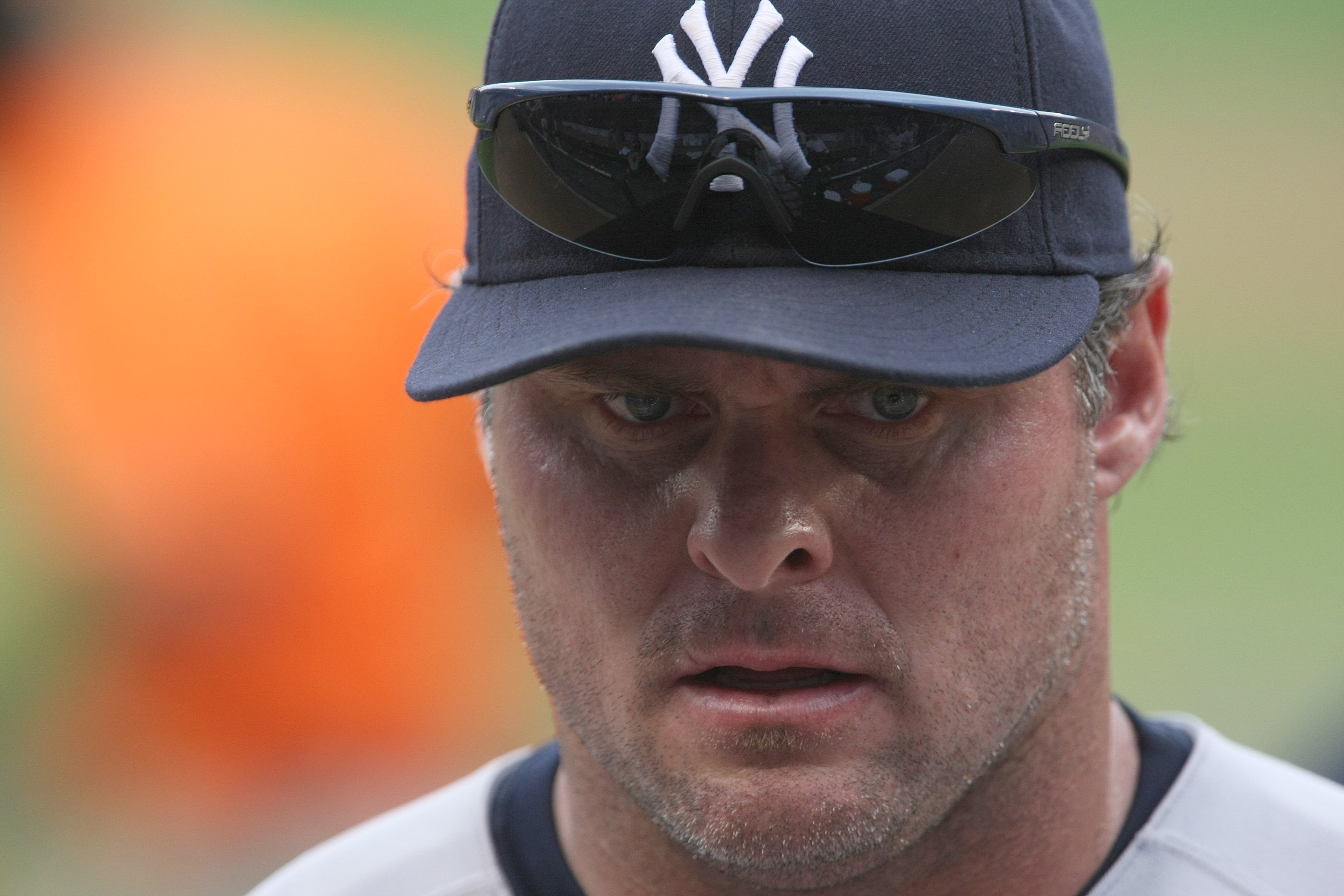
Jason Giambi, 2008

Bereits in seiner Schulzeit zeigte Jason Giambi außergewöhnliche sportliche Leistungen im Baseball, Basketball und American Football. Im Baseball und Basketball wurde er zum MVP seiner Highschool gewählt, im Football war er ein All-League Quarterback in der Spielklasse seiner Schule. Nach seiner Schulzeit spielte er ein Jahr bei den Alaska Goldpanners in Fairbanks, Alaska in der Alaska Baseball League. Im College spielte Giambi an der California State University, Long Beach.
Sein Debüt in der Major League gab Giambi am 8. Mai 1995. Bis zum Wechsel von Mark McGwire zu den St. Louis Cardinals spielte Giambi entweder als First Baseman, Third Baseman oder als Outfielder, danach hatte er die 1. Base als Stammposition gesichert. Außer der Feldposition übernahm Giambi auch die Führungsrolle in der Mannschaft der Athletics, die bis dahin McGwire innegehabt hatte.
Bis ins Jahr 2000 verbesserte der linkshändige Schlagmann ständig seine Offensivleistungen. Mit 43 Home Runs, 137 RBI, einem Schlagdurchschnitt von .333 gewann er den MVP-Titel der American League vor Frank Thomas. Ähnliche Zahlen bescherten ihm in der Wahl des Jahres 2001 den 2. Platz hinter Ichirō Suzuki. In den Play-offs dieser beiden Jahre scheiterten die Athletics zweimal in der American League Divisional Series an den New York Yankees.
Nach der Saison 2001 wurde Giambi zum Free Agent und unterschrieb bei den Yankees einen Sieben-Jahres-Vertrag, der ihm 120 Mio. $ einbringt. Nach den beiden Play-off-Niederlagen gegen die Yankees nahmen ihm die Oakland-Fans den Wechsel böse und reagieren noch heute empört gegen Giambi bei Spielen der Yankees in Oakland. Mit jeweils 41 Home Runs 2002 und 2003 lieferte er auch im Trikot der Yankees herausragende statistische Werte. Am 30. Juli 2004 wurde ein gutartiger Tumor bei Giambi festgestellt, er musste sich behandeln lassen und fiel bis zum 14. September 2004 aus. 2005 konnte er seine offensiven Leistungen nach seiner Erkrankung wieder verbessern und wurde zum American League Comeback Player of the Year gewählt. Am 31. Juli 2005 schlug er gegen Esteban Yan von den Los Angeles Angels of Anaheim seinen 300. Home Run. In der Saison 2005 wurde Giambi zudem zum MLB Comeback Player of the Year gewählt.
Giambi war auch in die Untersuchungen um den Gebrauch von Steroiden im Baseball verstrickt. Er gestand, wie auch sein Bruder Jeremy zwischen 2001 und 2003 nicht nur Steroide eingenommen zu haben, sondern auch Wachstumshormone und Testosteron. Aufgrund der damaligen laschen Dopingbestimmungen im Baseball hatte dies allerdings keine sportlichen Konsequenzen.
In der Saison 2004 musste Giambi die Hälfte der Saison aufgrund von Darmparasiten aussetzen. Zudem erlitt sein Team eine schockierende Niederlage in der Finalserie der American League, als es gegen die Boston Red Sox eine Führung von drei Spielen noch aus der Hand gab.
Nach der Saison 2008 wurde Giambis Vertrag von den New York Yankees nicht mehr verlängert. Ab 2009 spielt er wieder für seinen alten Verein, die Oakland Athletics.
In der Saison 2009 wechselte er dann nochmal von den Athletics zu den Colorado Rockies, für die er 3 Jahre spielte. In den Jahren 2013 und 2014 stand er bei den Cleveland Indians unter Vertrag. Am 16. Februar 2015 gab er nach 20 Jahren seinen Rücktritt als Spieler bekannt.